# 第五频道 (俄罗斯)
第五频道（俄语：Пятый канал）是俄罗斯的一个电视频道，总部位于圣彼得堡，面向俄罗斯全国播出。

## 概况
第五频道的前身是1938年7月7日开播的列宁格勒电视台，后来成为苏联中央电视台的列宁格勒频道，面向苏联全国播出。苏联解体后，列宁格勒复名圣彼得堡，电视台也随之改名为圣彼得堡电视台，并曾长期使用“彼得堡-第五频道”（Петербург–Пятый канал）的名称，直到2004年正式定名为“第五频道”。1997年，圣彼得堡电视台的一部分并入全俄国家电视广播公司，第五频道改为只在列宁格勒州广播。2006年，第五频道重新获得全国广播执照。